# Der Staatsanwalt hat das Wort: Verblendet
Verblendet ist die 100. Folge der deutschen Krimireihe Der Staatsanwalt hat das Wort. In den Hauptrollen sind Wolf-Dietrich Köllner und Diana Gaede zu sehen, Regie führte Klaus Gendries. Sie wurde am 15. September 1985 zur Hauptsendezeit im 1. Programm des DDR-Fernsehens erstausgestrahlt und nach der Wende noch mehrmals im Fernsehen wiederholt.

## Handlung
Der Fotograf Bert Huthmann und seine 25 Jahre jüngere Partnerin Simone, eine ehemalige Fotolaborantin, sind auch nach mehreren Jahren der Gemeinsamkeit immer noch ein glückliches Paar. Bert ist als Fotograf beruflich mittlerweile auf dem Höhepunkt seiner Karriere angekommen.
Doch dann plagt ihn ein altes Leiden. Eine Augenkrankheit macht ihm erneut zu schaffen und sorgt dafür, dass er sich für einige Zeit aus dem Berufsleben zurückziehen muss. Doch Simone hat inzwischen die Fähigkeit entwickelt, ihren Partner angemessen und würdevoll zu vertreten. Zudem macht der Redakteur Klaus Hensel ihr stets und ständig Komplimente und schöne Augen. Simone genießt es mit der Zeit, bei den Fotoshootings von jüngeren bzw. Männern ihren Alters umgeben zu sein. Bert hingegen fühlt sich mit der Zeit immer einsamer und hat zudem Angst, dass er dauerhaft erblinden wird. Seine Verbitterung über seinen sich nicht ändernden Zustand wächst täglich.
Eines Tages kommt es in der gemeinsamen Wohnung zu einem heftigen Streit zwischen Bert und Simone, in dessen Verlauf Bert dann Simone in einem der Zimmer einschließt. Bert verlässt die Wohnung, um alleine zu verreisen. Allerdings besinnt er sich, kehrt nach zwei Tagen in die gemeinsame Wohnung zurück und befreit Simone. Beide trennen sich. Wenige Monate später muss sich Bert wegen Freiheitsberaubung vor Gericht verantworten und wird schließlich zu einer Bewährungsstrafe verurteilt.